# Кокрейн, Томас Барнс, 11-й граф Дандональд
Томас Барнс Кокрейн, 11-й граф Дандональд (англ. Thomas Barnes Cochrane, 11th Earl of Dundonald; 14 апреля 1814 — 15 января 1885) — шотландский дворянин и пэр.

## Биография
Родился 14 апреля 1814 года. Старший сын адмирала и политика Томаса Кокрейна, 10-го графа Дандональда (1775—1860), и Кэтрин Фрэнсис Корбет Барнс (ок. 1796—1865), дочери Томаса Барнса и Фрэнсис Корбет.
В детстве он сопровождал своего отца в Чили на чилийском фрегате O’Higgins (1816 г.). В феврале 1819 года O’Higgins предприняли попытку набега на город Кальяо, но были отбиты. Томас Кокрейн едва не был ранен пушечным ядром, которое вместо этого убило моряка рядом с ним.
Томас Кокрейн поступил на службу в британскую армию и в конечном итоге получил звание капитана.
31 октября 1860 года после смерти своего отца Томас Барнс Кокрейн унаследовал титулы 11-го графа Дандональда (Пэрство Шотландии), 11-го лорда Кокрейна из Пейсли и Охилтри (Пэрство Шотландии) и 11-го лорда Кокрейна из Дональда (Пэрство Шотландии).
С 1879 по 1885 год — шотландский пэр-представитель в Палате лордов Великобритании.
Старший сын Томаса, Дуглас Кокрейн, узнал о смерти отца, когда участвовал в марше в пустыне и в операции по освобождению Хартума.

## Брак и дети
1 декабря 1847 года в британском посольстве в Париже Томас Кокрейн женился на Луизе Гарриет Маккиннон (? — 24 февраля 1902) , дочери политика Уильяма Александра Маккиннона (1789—1870) и Эммы Палмер. У супругов было семеро детей:
- Леди Луиза Кэтрин Эмма Кокрейн (? — 10 августа 1942), с 1873 года замужем за Эдвардом О’Нилом, 2-м бароном О’Нилом. Бабушка Теренса О’Нила, премьер-министра Северной Ирландии.
- Леди Элис Лаура София Кокрейн (? — 8 декабря 1914), вышедшая замуж за Джорджа Онслоу Ньютона.
- Леди Элизабет Мэри Харриет Кокрейн (? — 30 марта 1951), незамужняя.
- Леди Эстер Роуз Джорджина Кокрейн
- Достопочтенный Томас Александр Кокрейн (10 апреля 1851 — 25 июля 1851)
- Генерал-лейтенант сэр Дуглас Маккиннон Бейли Гамильтон Кокрейн, 12-й граф Дандональд (29 октября 1852 — 12 апреля 1935), второй сын и преемник отца.
- Подполковник Томас Горацио Артур Эрнест Кокрейн, 1-й барон Кокрейн из Калта (2 апреля 1857 — 17 января 1951), отец главного маршала авиации Второй мировой войны Ральфа Кокрейна.

Лорд Дандональд скончался 15 января 1885 года в возрасте 70 лет.